# Fuga (ciclismo)
Fuga é uma técnica utilizada no ciclismo de estrada, onde um ou mais ciclistas, desenvolvem um esforço adicional, destacando do pelotão dianteiro, com o objetivo de criar um distanciamento e favorecer o sprint final.